# Couronne (phénomène optique)
Pour les articles homonymes, voir Couronne.

Animation de l'apparition d'une couronne lorsque le Soleil passe derrière une mince couche de stratus à son lever. Le rouge domine

Une  couronne  est un photométéore créé par la diffraction de la lumière de la Lune ou du Soleil par les gouttelettes d'eau des nuages (souvent altostratus ou stratus). Dans de rares cas des cristaux de glace, des aérosols ou d'autres astres peuvent aussi produire ce phénomène. Il apparait comme une ou plusieurs séries (rarement plus de trois) d'anneaux rouges ou colorés, centrés sur la source de lumière,. L'anneau intérieur d'une série est de couleur verte ou bleue et l'anneau extérieur, de couleur approximativement rouge.
La couronne se distingue de l’arc-en-ciel ou du halo qui sont eux causés par la réfraction de la lumière passant dans les gouttelettes ou les cristaux de glace des nuages ou des précipitations. Il s'en distingue également par son diamètre relativement faible, la bordure intérieure autour du Soleil ou de la Lune étant comprise entre 2,5° et 8°, et la bague extérieure allant jusqu'à 15°, ainsi que par l'ordre des couleurs dans une série, qui est inverse de celui du halo de 22°.

## Principe

### Diffraction

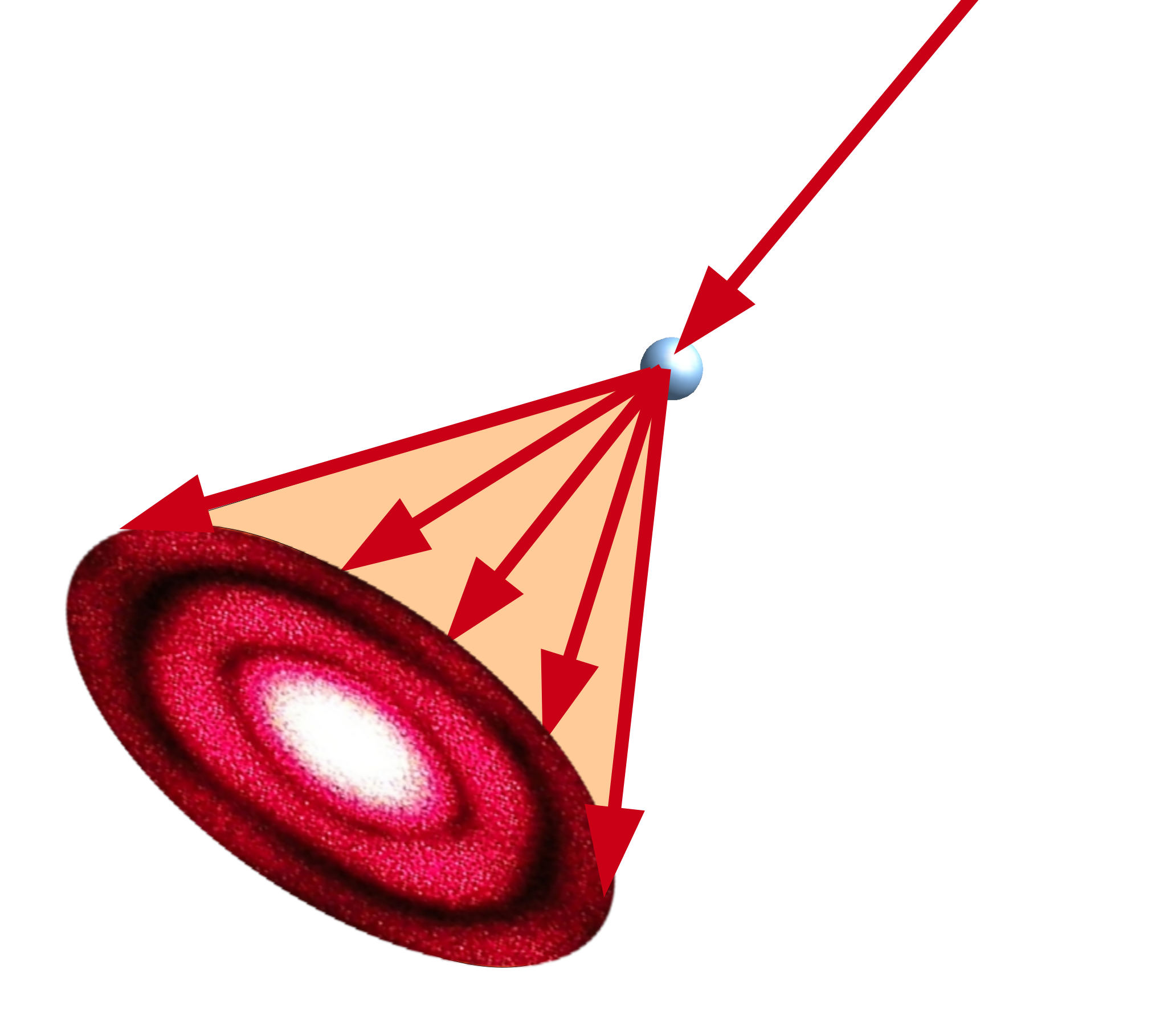
Les anneaux de diffraction se retrouvent à l’intersections des cônes de diffusion avec le plan de l'écran

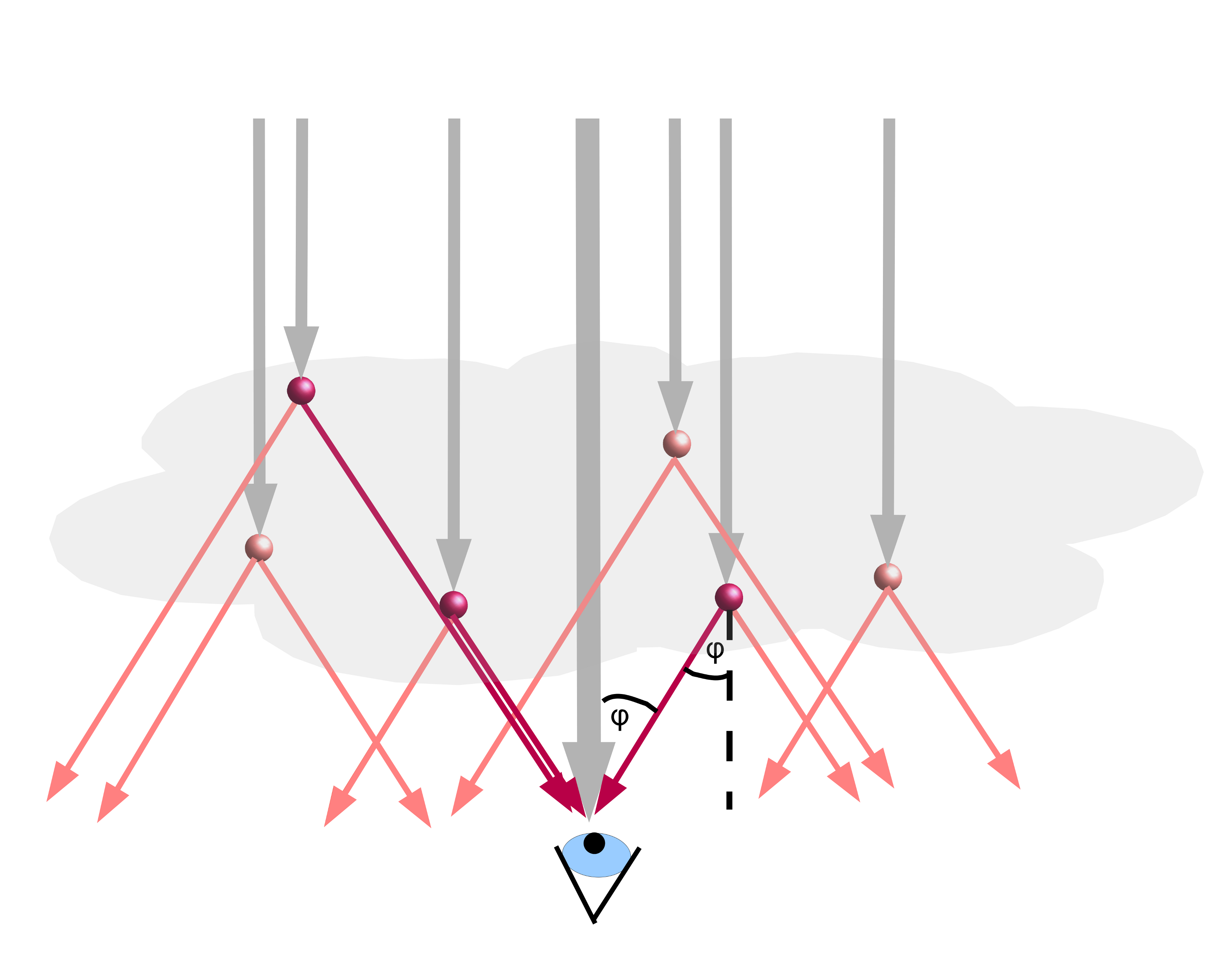
La couronne est perçue par la lumière qui frappe l'œil (flèches rouge sombre)

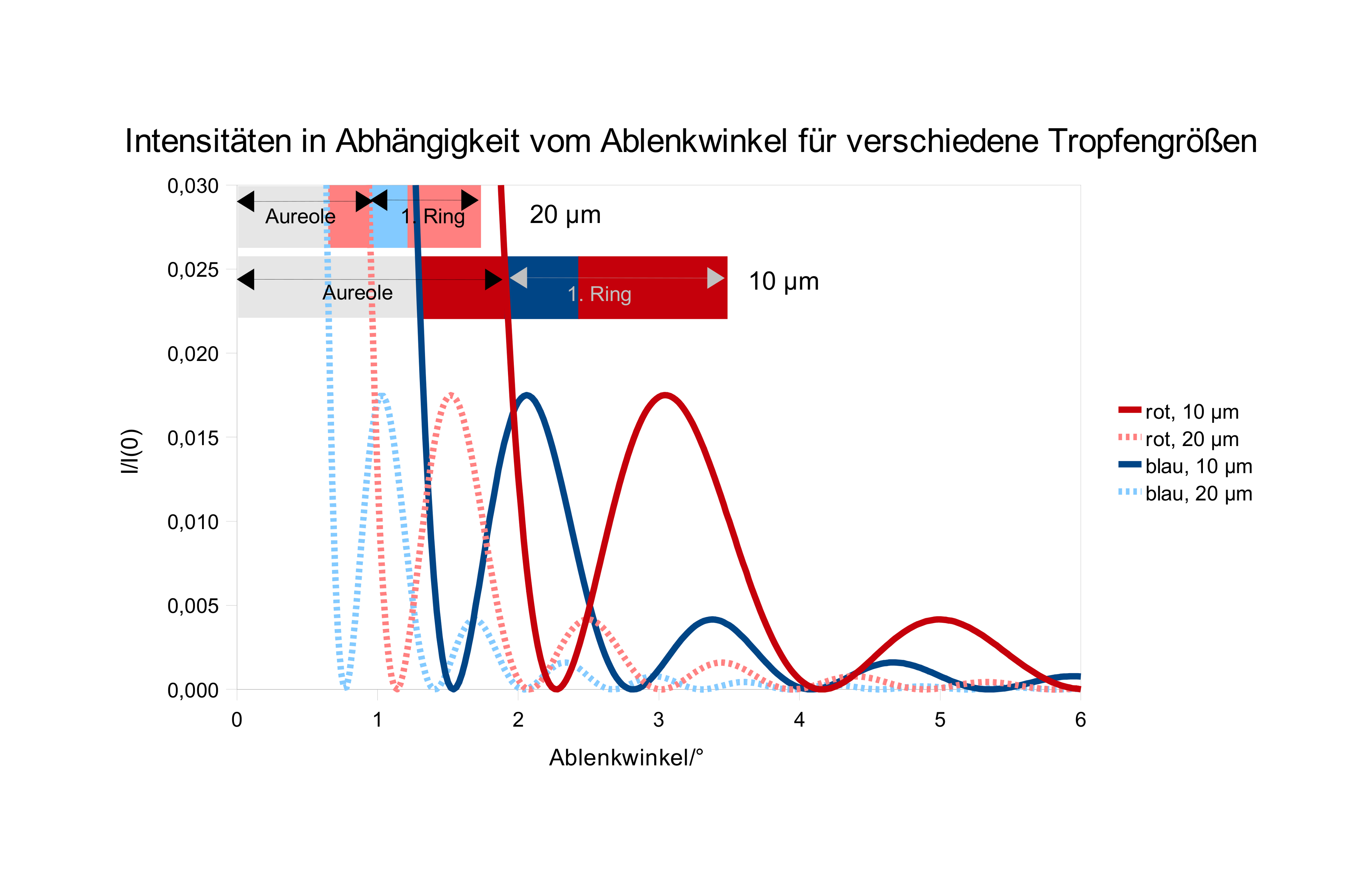
Les intensités en fonction de l'angle de déviation pour différentes longueurs d'onde et un rayon de gouttes de 10 (ligne pleine) et 20 micromètres (ligne en tiretés)

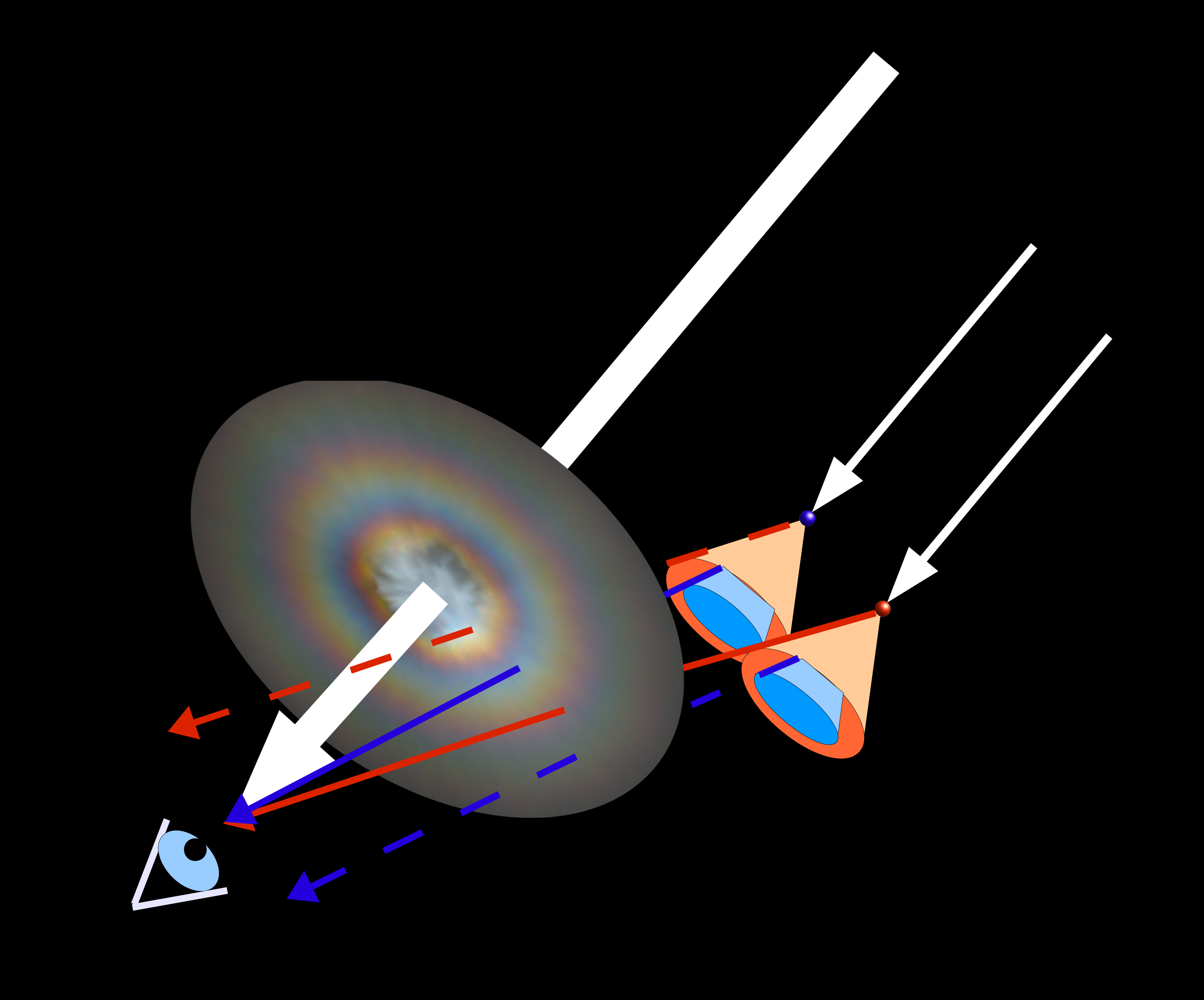
Répartition des couleurs selon leur longueur d'onde dans les anneaux

Les couronnes sont causés par le phénomène de diffraction de la lumière solaire ou lunaire passant à travers un nuage mince formé des gouttes,. La lumière étant une onde électromagnétique, le passage autour des gouttes d’eau la dévie de sa direction d'origine, et la superposition des ondelettes déviées donne un diagramme circulaire d’interférence. La répartition des cercles dépend, entre autres, du diamètre de gouttes d'eau considérées comme sphériques. Cela correspond à peu après au principe de Babinet et une bonne approximation d'un cercle opaque de même diamètre : une source intense au centre et des cercles lumineux concentriques dont l'intensité diminue vers l'extérieur.
Les diagrammes de diffraction de toutes les gouttelettes d'eau d'un nuage sont perçues par un observateur terrestre comme un seul système d'anneaux concentriques autour de la source de lumière (la couronne). En effet, chaque goutte produit son propre diagramme de diffraction (figure de gauche) et les ondes produites en aval interfèrent de façon constructive ou destructive là où les cônes montrés se rencontrent pour l'observateur (figure de droite).
Alors que le pic central est plus ou moins dans la direction d'origine de propagation de la lumière (déviation est de 0°), l’ouverture angulaire des cercles subséquents dépend du diamètre des gouttes et de la longueur d'onde de lumière. Selon le principe de Huygens-Fresnel pour une plaque circulaire de rayon R, l'intensité (I) à l'angle de déviation {\displaystyle \phi } est :
{\displaystyle I(\phi )=I(0)\left({\frac {2J_{1}({\frac {2\pi }{\lambda }}R\sin \phi )}{{\frac {2\pi }{\lambda }}R\sin \phi }}\right)^{2}}
Où :
- {\displaystyle \scriptstyle \lambda } = longueur d'onde ;
- {\displaystyle \scriptstyle R} = rayon de l'obstacle diffractant (dans ce cas, le rayon des gouttelettes) ;
- {\displaystyle \scriptstyle J_{1}(x)} = fonction de Bessel de type 1 de 1er ordre (ici : {\displaystyle \scriptstyle x={\frac {2\pi }{\lambda }}R\sin \phi });
- {\displaystyle \scriptstyle {\frac {2\pi }{\lambda }}} est le nombre d'onde, une caractéristique de la taille des ondes.

### Influence de la taille des gouttelettes
L'équation et l'image ci-dessus montrent que plus les gouttes sont petites, plus le diamètre de l'anneau est grand. L'espacement entre les gouttelettes du nuage n'est pas important. En effet, pour que les signaux de deux d'entre elles puissent être assez puissants pour interférer de façon visible, il faut qu'elles soient à moins de deux diamètres de distance l'une de l'autre. 
Cependant, pour que la couronne soit bien définie et comporte plusieurs cercles, il faut que les gouttelettes soient de diamètre assez uniforme. Autrement, les anneaux de diffraction des différentes gouttes interfèrent de manière aléatoire et donnent une couronne terne et floue,. Les altostratus sont les nuages qui créent les plus belles couronnes, puisque leurs gouttelettes sont de grosseur uniforme.

### Influence de la longueur d'onde
Quel que soit le diamètre d'une couronne, l'angle auquel se trouve un cercle de couleur dépend de la longueur d'onde de celle-ci. En effet, la diffraction de la lumière dépend de la longueur d'onde et ainsi, le rouge se retrouve à deux fois la distance angulaire du violet. Dans la couronne, le centre brillant est pratiquement blanc parce qu'il est une addition de toutes les couleurs à cause de son diamètre. Chaque cercle suivant se trouve à un pic secondaire de diffraction. Une ou plusieurs couleurs peuvent se superposer formant un genre d'arc-en-ciel circulaire mais les couleurs n'y sont généralement pas pures. La lumière bleutée apparaît à l'intérieur de la couronne, tandis que le rougeâtre est à l'extérieur. L'orangé, le jaunâtre et le verdâtre sont visibles dans des couronnes brillantes. Les anneaux pâlissent à mesure qu'ils s'éloignent du centre,.

## Diffraction sur d'autres particules

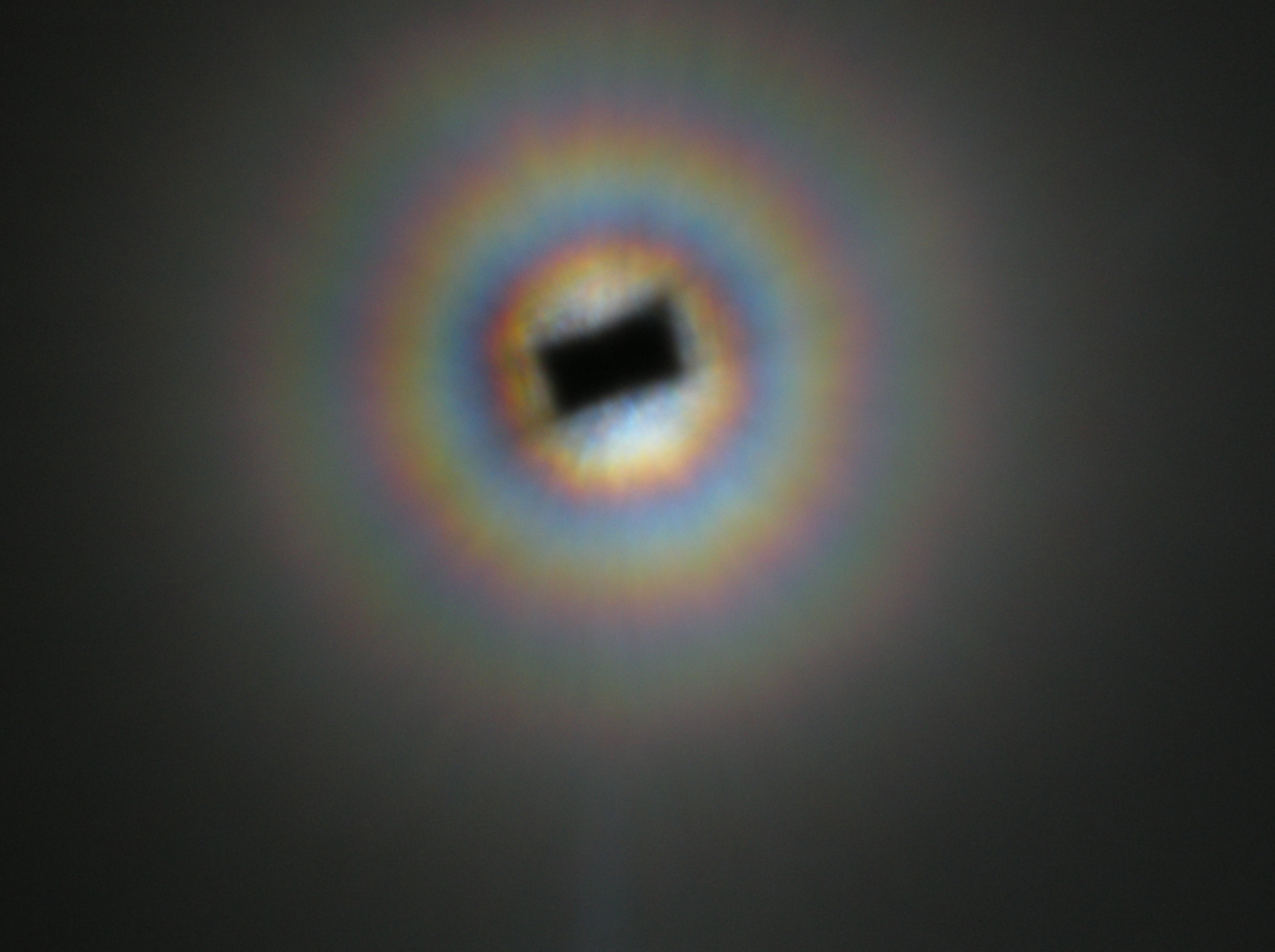
Couronne produite avec le pollen de Lycopodium

D’autres particules atmosphériques peuvent créer des couronnes. Par exemple, les éruptions volcaniques projettent beaucoup de fines particules dans l'atmosphère. Ces aérosols ont de 2 à 3 micromètres de diamètre et donnent une auréole de 13° à 20° de rayon. Ils sont appelés anneaux de Bishop et furent décrits la première fois par le révérend Bishop en 1883 après l'éruption du volcan Krakatoa.
Les pollens elliptiques ou en forme de losanges ont souvent une orientation préférée ce qui permet de produire dans certaines circonstances des couronnes allongées. En laboratoire, un tel phénomène a été créé dans un anneau de Quetelet avec de fines particules, comme le pollen du Lycopodium, et rétro-éclairage.
Finalement, les cristaux de glace de différentes formes, dont des aiguilles et des plaques alignées irrégulièrement dans les nuages, donnent des lignes en plus d’anneaux. Des halos et des couronnes peuvent coexister dans ce cas. Les premiers se forment avec cristaux de 20 micromètres alors que les seconds demandent un diamètre allant jusqu'à 30 micromètres.

## Signification météorologique
Puisqu'il est nécessaire d'avoir des nuages pour la formation des phénomènes de couronnes, leur présence indique donc que l'air est humide. Ils sont le plus souvent reliés à une couche d'altostratus annonciatrice de l'approche d'un front chaud et donc de précipitations. Ils peuvent cependant avoir lieu lors d'un gel assez stable en hiver, avec des stratus ne donnant que peu ou pas de bruine et avec une couche de brume mince.

### Source
- (de) Cet article est partiellement ou en totalité issu de l’article de Wikipédia en allemand intitulé « Korona (Atmosphärische Optik) » (voir la liste des auteurs).